# Criquebeuf-en-Caux
Criquebeuf-en-Caux là một xã thuộc tỉnh Seine-Maritime trong vùng Normandie miền bắc nước Pháp.

## Huy hiệu
| Arms of Criquebeuf-en-Caux | The arms of Criquebeuf-en-Caux are blazoned: Azure, a chevron argent between 2 mallets and a peacock in his pride Or. |

## Dân số
| Năm | 1962 | 1968 | 1975 | 1982 | 1990 | 1999 | 2006 |
| --- | ---- | ---- | ---- | ---- | ---- | ---- | ---- |
| Dân số | 144  | 170  | 197  | 275  | 417  | 403  | 405  |
| From the year 1962 on: No double counting—residents of multiple communes (e.g. students and military personnel) are counted only once. |      |      |      |      |      |      |      |